# Smiljan
Smiljan (pronunciado [smî̞ʎan]) é um vilarejo na região montanhosa de Lika ocidental na Croácia. Está localizado a 6 km a noroeste de Gospić e a 15 km da auto-estrada Zagreb-Split; Sua população é 418 habitantes (dados de 2011). Smiljan é famoso por ser o lugar de nascimento do cientista Nikola Tesla.
É constituída por dezoito aldeias espalhadas (Baćinac, Bogdanic, Covina, Colina Colina, Drazic, Kolakovic, Kovacevici, Ljutača, Milkovic Varos, Miljac, Miskulin Hill, Podkrčmar, Rasovača, Rosulje, Smiljan, Smiljansko Polje e Vaganac).
O recurso de Smiljan é ficado situado na parte central da planície de Velebit-Lika, na borda ocidental do campo no pé da colina Licko Krcmar. É constituída por doze aldeias que faz a unidade espacial e funcional.
Nos arredores estão Hill-forts Bogdanić, Smiljan e Krčmar, túmulos pré-históricos, as igrejas de St. Anastasia, São Marcos e São Vitus. Começou seu nome do fort Smiljan que as ruínas estão situadas no monte Vekavac.